# Robiquetia mooreana
Robiquetia mooreana är en orkidéart som först beskrevs av Robert Allen Rolfe, och fick sitt nu gällande namn av Johannes Jacobus Smith. Robiquetia mooreana ingår i släktet Robiquetia och familjen orkidéer. Inga underarter finns listade i Catalogue of Life.

## Bildgalleri

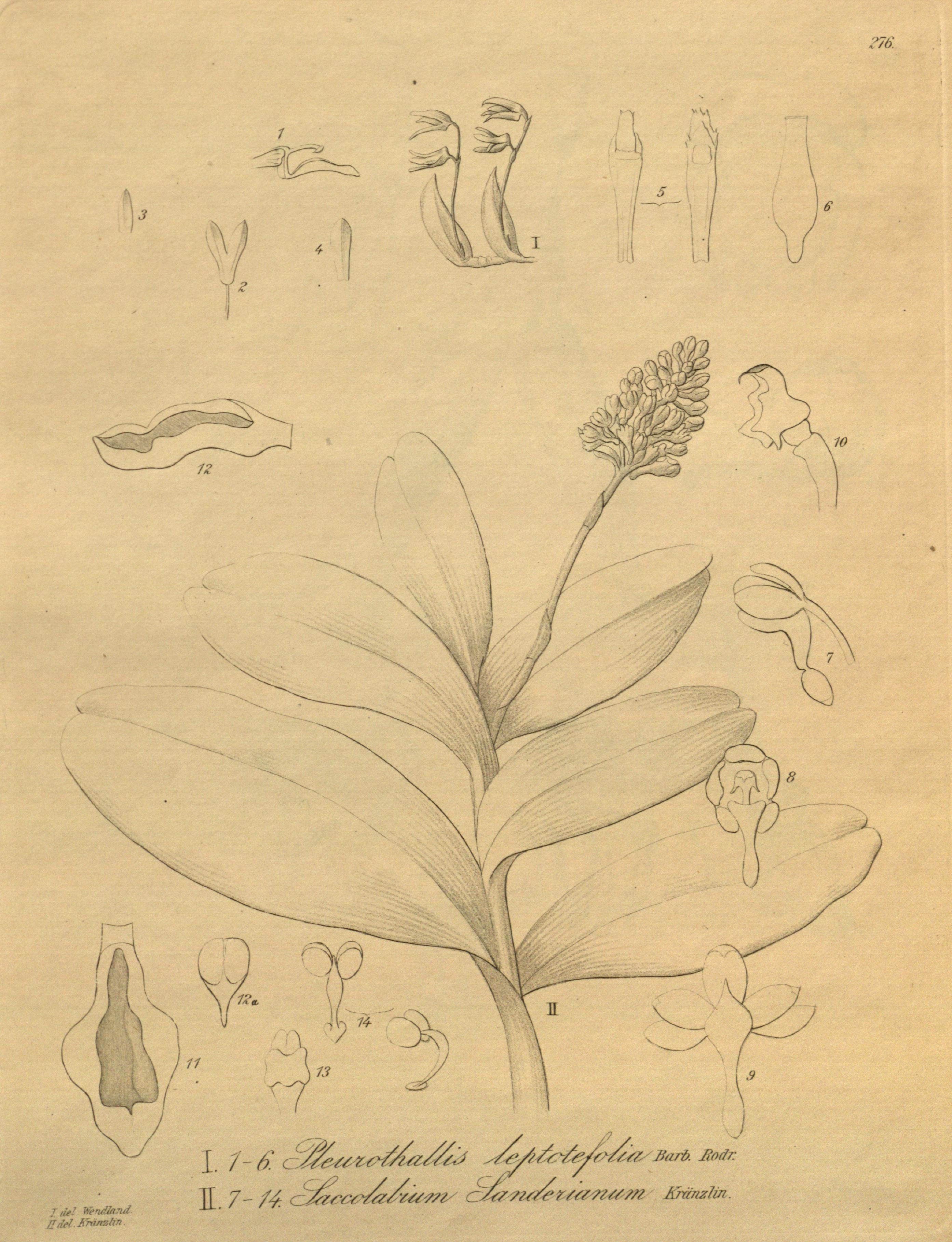